# Камынин, Михаил Леонидович
Михаи́л Леони́дович Камы́нин (род. 13 августа 1956, Москва, РСФСР, СССР) — российский дипломат. Чрезвычайный и полномочный посол (2007).

## Биография
В 1978 году с отличием окончил факультет международной журналистики МГИМО МИД СССР. Владеет испанским, английским и португальским языками.
На дипломатической службе с 1978 года. Работал в Посольстве СССР в Мексике (1978—1982 и 1987—1991) и Посольстве России в Испании (1992—1997).
- В 1991—1992 годах — заведующий пресс-секретариатом Министра иностранных дел России.
- В 1997—1999 годах — заместитель директора Департамента информации и печати МИД России.
- В 1999—2002 годах — советник-посланник Посольства России на Кубе.
- В 2002 году — заместитель директора Первого европейского департамента МИД России.
- С 30 апреля 2002 по 9 июня 2005 года — чрезвычайный и полномочный посол Российской Федерации в Испании и по совместительству в Андорре, представитель России при Всемирной туристской организации[1][2][3].
- В 2005—2008 годах — член коллегии, директор Департамента информации и печати МИД России.
- С 14 апреля 2008 по 18 июня 2018 года — чрезвычайный и полномочный посол Российской Федерации на Кубе и по совместительству в Содружестве Багамских Островов[4][5][6].
- С 18 июня 2018 года — чрезвычайный и полномочный посол Российской Федерации в Португалии[7].

Михаил Камынин входил в состав официальных делегаций СССР и России на ряде международных форумов. Является членом Союза журналистов России. Почётный профессор Испанского Общества международных исследований.

## Семья
Женат, имеет сына и дочь. Отец — известный журналист-международник Леонид Иванович Камынин (1928—2021), собственный корреспондент газеты «Известия» на Кубе, в Мексике, Испании, проработавший в издании более 50 лет.

## Награды

### Российские
- Орден Дружбы (4 ноября 2011) — за большой вклад в реализацию внешнеполитического курса Российской Федерации и многолетнюю добросовестную работу[8].
- Орден Почёта (28 июня 2016) — за большой вклад в реализацию внешнеполитического курса Российской Федерации и многолетнюю добросовестную работу[9].
- Почётная грамота президента Российской Федерации (20 сентября 2021) — за большой вклад в реализацию внешнеполитического курса Российской Федерации и многолетнюю добросовестную дипломатическую службу[10].

### Иностранные
- Медаль Дружбы[англ.] (Куба, 28 июня 2018)[11]. Вручена министром иностранных дел Кубы Бруно Родригесом[12][13].
- Большой крест ордена «Гражданские заслуг»и (Испания, сентябрь 2005).

## Дипломатический ранг
- Чрезвычайный и полномочный посланник 2 класса (6 января 1999)[14]
- Чрезвычайный и полномочный посланник 1 класса (20 февраля 2004)[15]
- Чрезвычайный и полномочный посол (13 ноября 2007)[16]